# Eisfußball
Eisfußball (engl. Ice Soccer, Polarsoccer) ist eine Fun-Sportart, bei der Elemente des Eishockeys und des Hallenfußballs kombiniert werden.

## Ursprung
Der Ursprung ist nicht eindeutig geklärt. Vermutlich wurde der Sport an mehreren Orten parallel entwickelt.
In Essen (Nordrhein-Westfalen, Deutschland) organisieren die Eventmanagerin Isabelle Tummes und der Event- und PR-Berater Uwe Loch seit 2002 jährlich Eisfußball- bzw. Polarsoccer-Turniere; seit 2009 wird der Titel Weltmeister vergeben. Auf ihrer Website geben sie an, dass die Idee bereits seit den 1980er Jahren von einem Eishockey-Fanclub entwickelt wurde.
In Brighton (Michigan, USA) wurde Ice Soccer spontan an einem Sonntagnachmittag im Jahre 1987 erfunden, um sich die Zeit auf dem zugefrorenen Woodland-See zu vertreiben. Neue Teams können sich dort bei der World Ice Soccer Association (WISA) registrieren.

## Weitere Entwicklung
Zur nationalen Popularität des Sports trug Stefan Raab bei, der Eisfußball in seine Sendung Schlag den Raab am 17. Januar 2009 integrierte. Anschließend gab es durch Raab bzw. TV Total organisiert zwei eigene Sendungen bzw. Austragungen des Deutschen Eisfußball-Pokals am 29. Mai 2009 und am 2. Mai 2015 jeweils in der Lanxess Arena in Köln.
Seither hat Eisfußball sich als Fun-Sportart weiterentwickelt. So bieten Eissporthallen die Buchung inkl. passender Kleidung als Gruppenveranstaltung an. In Essen wurde ein Verein gegründet: Der EFC Essen nennt sich Weltmeister im Eisfußball. In Kamen wurde vom 2. bis zum 6. Januar 2017 das 1. Ice Soccer Turnier ausgetragen, das ebenfalls der EFC Essen gewann.

## Ausrüstung
Bei den Veranstaltungen von TV Total wurden ausgehend von einer vollen Eishockeyausrüstung die Schlittschuhe gegen Bowling-Schuhe ausgetauscht. Eishallen-Betreiber oder Turnier-Ausrichter empfehlen Sport- oder Straßenschuhe mit glatter Sohle.
In Deutschland wird ein Hallenfußball mit Filz verwendet. In den USA spielt man mit einem eigens entwickelten "Boot'rBall" mit einer Masse von 1,36 kg für Erwachsene und 1 kg für Kinder und Jugendliche, der an ein Kissen oder einen gefüllten Sack erinnert, um das Spiel langsamer zu machen.